# Franz Ansel
Franz Ansel est le nom de plume de Franz Folie (1874-1937), poète et dramaturge belge de langue française.

## Œuvres
- L'Idylle de l'escholier, 1897
- Le Nuton, 1923
- Les Muses latines, 1924
- L'École de Werther, 1925
- Le Codicille, 1930
- La Flamme et la Lumière, 1931
- L'École des romanesques, 1934
- Le Drame de Glancor, 1936